# Dorothy Gish

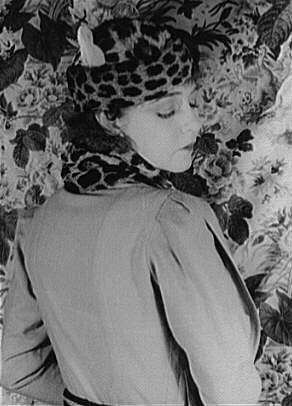
Dorothy Gish

Dorothy Gish, geboren als Dorothy Elizabeth Gish (Dayton, 11 maart 1898 - Rapallo, 4 juni 1968) was een Amerikaanse actrice.

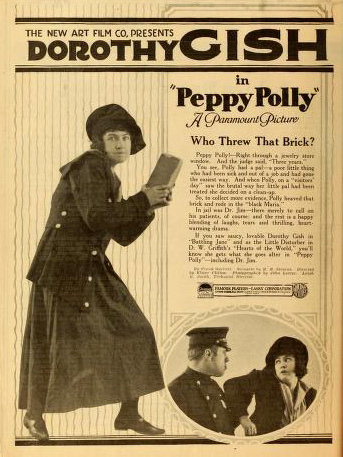
Peppy Polly (1919)

Gish werd bekend toen haar vriendin Mary Pickford haar samen met haar zus Lillian Gish voorstelde aan de Amerikaanse filmregisseur D.W. Griffith. Niet veel later, in 1912, had ze een contract bij Biograph Studios.
Haar zus Lillian was altijd al veel bekender dan zij. Dorothy ging met pensioen toen de geluidsfilm opdook. Toch verscheen ze daarna nog aantal maal in kleine rollen.
Gish is één keer getrouwd geweest, met James Rennie. Hun bruiloft was een dubbelbruiloft waar ook superster Constance Talmadge trouwde. Deze vond plaats op 26 december 1920. Ze scheidden op 11 oktober 1935.
Dorothy Gish stierf op 70-jarige leeftijd aan een longontsteking.